# السهل الأوربي العظيم

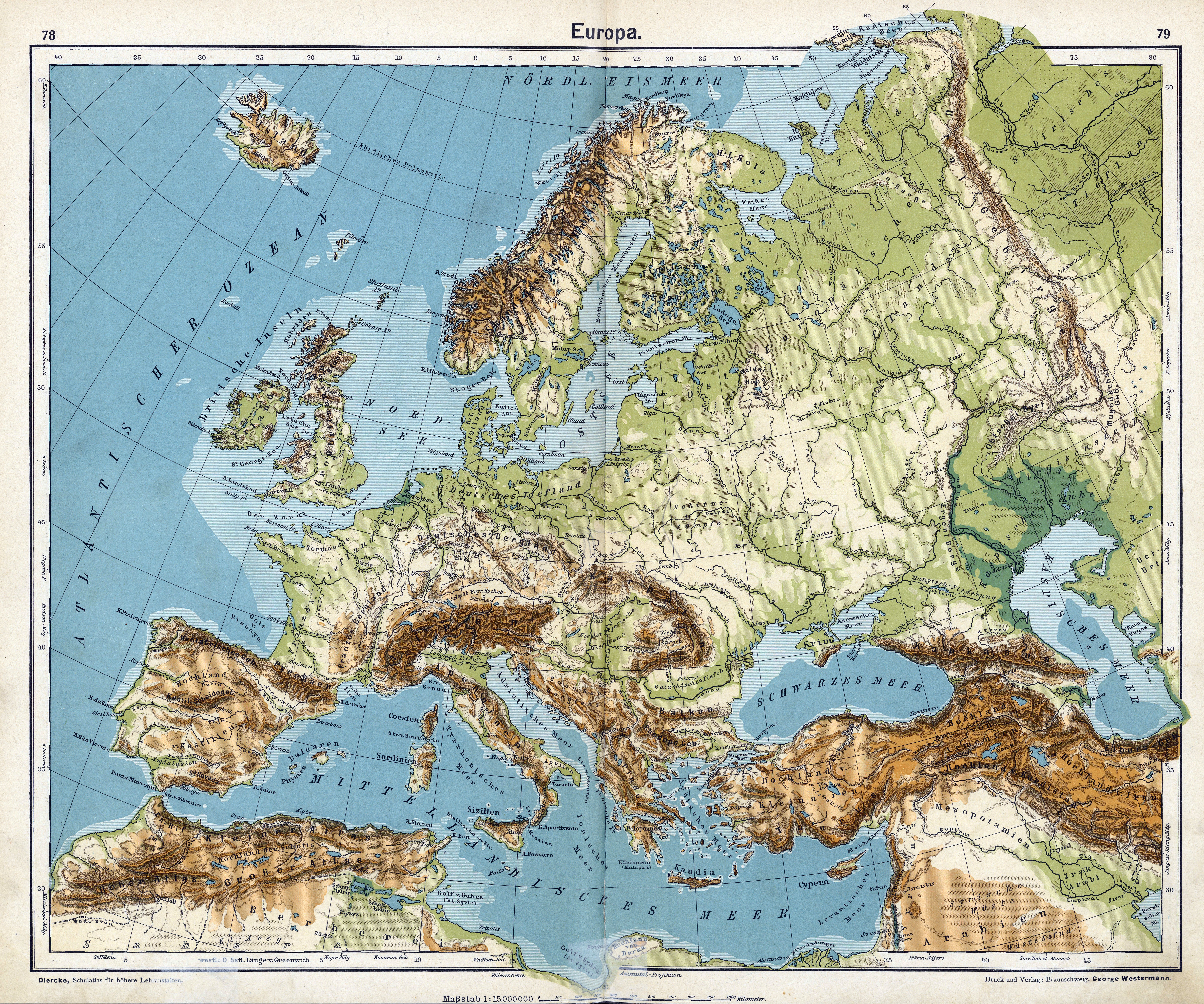
تضاريس أوروبا

السهل الأوروبي العظيم أو السهل الأوروبي (بالإنجليزية: European Plain أو Great European Plain) يغطي تقريبًا كل الجزء الأوروبي من روسيا، ويمتد من روسيا إلى فرنسا. وتشمل المنطقة أيضًا جزءًا من جنوب شرقي إنجلترا. وتمتد في روسيا من المحيط المتجمد الشمالي إلى جبال القوقاز لأكثر من 2,410كم. ويضيق السهل الأوروبي العظيم تدريجيًا عندما يمتد داخل بولندا وألمانيا ليتسع مرة أخرى في غربي فرنسا حيث يبلغ أضيق نقطة له في بلجيكا إذ يصبح عرضه 80 كم فقط. يتكوّن السهل الأوروبي العظيم بصفة رئيسية من أراض منبسطة ومتموجة تتخللها بعض التلال، ويضم بقاعًا تعد من أكثر الأراضي الزراعية خصوبة في العالم.
يشمل الجزء الغربي منه بعض المناطق التي تعد من أكثر مناطق العالم كثافة سكانية. إلا أن كثافة السكان تبلغ في معظم أنحاء روسيا، حوالي 30 نسمة لكل كم². ويرتفع السهل نحو 180 مترًا فوق سطح البحر في روسيا، بينما يصل ارتفاعه إلى أقل من 150 مترًا فوق سطح البحر في أماكن أخرى. المرتفعات الوسطى تتألف من الجبال منخفضة الارتفاع، والهضاب العالية التي تمتد داخل الجزء الأوسط من أوروبا. ويتراوح ارتفاع المرتفعات الوسطى بين 300م و1,800م تقريبـًا. ويشمل هذا الإقليم الميزيتا أو الهضبة الوسطى في البرتغال وإسبانيا، والمرتفعات الوسطى في فرنسا، والجبال والهضاب المنخفضة في كل من وسط ألمانيا وأغلب جمهورية تشيكيا. كما تغطي الغابات بعض أجزاء المرتفعات الوسطى، إلا أن الجزء الأكبر من الأرض صخري وتربته فقيرة لاتصلح للزراعة، فأجود المزارع في هذه المناطق توجد في أودية الأنهار. تحتوي أجزاء من المرتفعات الوسطى على ثروة معدنية هائلة، خاصة في وسط ألمانيا وتشيكيا. تتراوح كثافة السكان في المنطقة بين مايقل عن 48 نسمة لكل كم² في كل من إسبانيا وفرنسا، وضعفي أو أربعة أضعاف هذا العدد في أجزاء من ألمانيا وتشيكيا.